# Urft (Fluss)
Die Urft ist ein 46,4 km langer, rechter Nebenfluss der Rur im nordrhein-westfälischen Kreis Euskirchen. In der Gemeinde Kall gibt es die Ortschaft Urft, die die Urft durchfließt.

## Namensherkunft
Der Name der Urft hat sich aus „Urd-apa“ entwickelt. Die Herkunft des Wortes „Urd“ ist bisher unbekannt, könnte aber mit dem althochdeutschen Wort wurt
„Schicksal“ im Sinne von „Wendung“ in Zusammenhang stehen. Die Urft hatte 1075 den Namen „Urdefa“, 1419 „Orfft“ und 1503 „Oyrfft“. Der Ort Urft leitet seinen Namen von dem Fluss ab.

## Geographie

### Verlauf
Die Urft entspringt in der Nordeifel im Naturpark Hohes Venn-Eifel auf einer Höhe von etwa 581 m ü. NHN. Ihre Quelle liegt im Dahlemer Wald, 3,8 km westlich des Dahlemer Ortsteils Schmidtheim und 2,3 km (jeweils Luftlinie) nordwestlich des Flugplatzes Dahlemer Binz. Die verschiedenen Quellbäche der Quellmulde sammeln sich erstmals im Urftweiher, der 1,5 km westlich von Schmidtheim auf einer Höhe von 537 m ü. NHN. liegt.

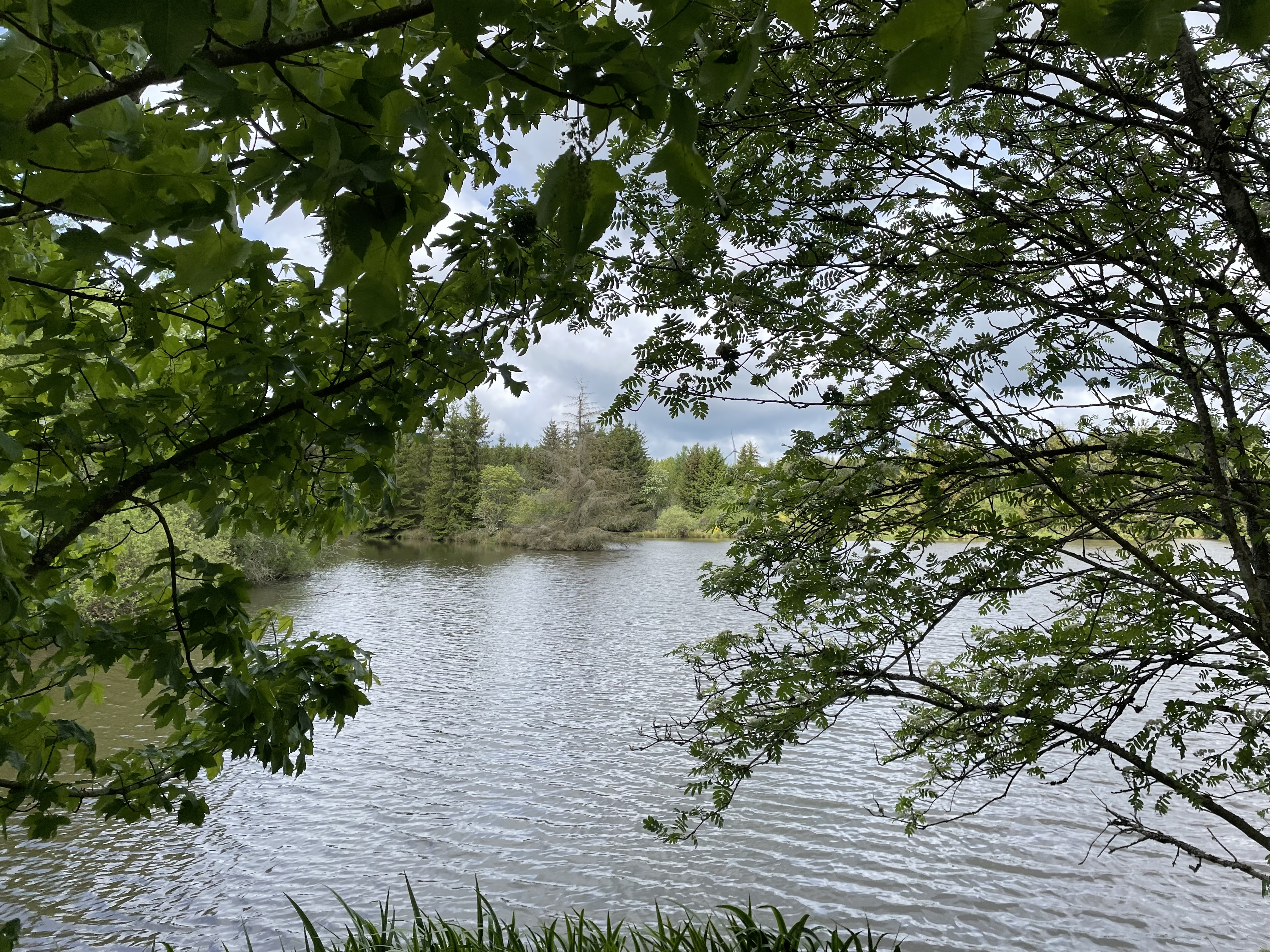
Urftweiher

Als Flussgewässer ist die Urft nach dem Urftweiher erstmals sichtbar.
Anfangs fließt die Urft durch Schmidtheim; ab dort wird sie von der Eifelstrecke begleitet. Danach mündet der Dänenbach ein. Nach Blankenheim-Wald, wo sie den Wisselbach aufnimmt, wird sie von der Bundesstraße 258 überquert. Danach fließen ihr unter anderem der Treisbach, der Laufbach und der Haubach zu. Am Steinrütsch, der auf der Gemarkung von Nettersheim liegt und wo sich Überreste eines Burgus und eines Kleinkastells befinden, mündet der Wellenbach in die Urft und in Nettersheim der Genfbach. Anschließend verläuft der Fluss – parallel zur bei der ehemaligen Gronrechtsmühle am Grünen Pütz beginnenden römischen Eifelwasserleitung – durch Urft, wo der Gillesbach einmündet, und unterhalb des Dorfs der Kuttenbach. Hiernach läuft die Urft durch Sötenich und Kall, wo sowohl die Eifelstrecke als auch die Eifelwasserleitung sie verlassen und sie den Kallbach aufnimmt, um fortan entlang der Oleftalbahn nach und durch Anstois zu verlaufen. Danach passiert sie Gemünd, wo die Olef einmündet und im Dorf die Bundesstraßen 265 und 266 die Urft überqueren. Dort verlässt sie die Oleftalbahn, um dann durch Malsbenden zu fließen.
Anschließend fließt die Urft in den Urftstausee ein, der sein Wasser im Regelfall im nördlich des Stausees liegenden Höhenzug Kermeter durch den Kermeterstollen und durch die Turbinen des Kraftwerks Heimbach mit dortigem Abfluss in das Ausgleichsbecken der Stauanlage Heimbach und somit in die Rur leitet. Durch diesen künstlichen Stollenabfluss wurde die Urftmündung in die Nähe des südlich des Heimbacher Ortsteils Hasenfeld gelegenen  Rur-km 111,1 verlagert. Vor dem Bau der Urftstaumauer mündete der Fluss auf natürliche Weise oberhalb des Simmerather Ortsteils Rurberg etwa beim Rur-km 123,5 in die Rur. Seit der 2. Ausbaustufe des Rursees 1959 überstaut das Wasser vom dortigen Obersee des Rurstausees den alten (mündungsnahen) Unterlauf der Urft an die Luftseite der Urftstaumauer um 12 m. Dorthin fließt das Stauseewasser bei Hochwassersituationen über das Überfallwehr der Urftstaumauer.

### Einzugsgebiet
Das in der Nordeifel liegende Einzugsgebiet der Urft ist 372,564 km² groß und entwässert über Rur, Maas und Hollands Diep in die Nordsee.
Es grenzt
- im Norden an das der kleinen Rurzuflüsse Eschbach, Hohenbach und Büdenbach
- im Nordosten an das des Steinbachs, Herbstbachs und Heimbachs, die alle ebenfalls kleinere Rurzuflüsse sind
- im Osten an das des Rheinzuflusses Erft
- im Südosten an das der Ahr, ebenfalls ein  Zufluss des Rheins
- im Süden an das der Kyll, die ein Zufluss der Mosel ist
- im Südwesten an das des Amelzuflusses Warche und des Rurzuflusses Perlenbach
- im Westen an das des Rurzuflusses Erkensruhr
- und im Nordwesten an das des Elfesbachs, ebenfalls ein Zufluss der Rur.

Die höchste Erhebung ist das Bärbelkreuz (662,8 m) im Süden des Einzugsgebiets.

### Hydrologischer Hauptstrang
Die Olef ist der mit Abstand größte Nebenfluss der Urft.
| Name | Länge in km | EZG in km² | MQ in m³/s |
| ---- | ----------- | ---------- | ---------- |
| Urft | 34,7        | 145,018    | 1,68       |
| Olef | 28,1        | 196,076    | 3,37       |

Anmerkungen zur Tabelle
1. 1 2  ELWAS-WEB - Wasserdaten NRW des Ministeriums für Umwelt, Naturschutz und Verkehr NRW (Hinweise)
2. ↑  Bis zum Zusammenfluss mit der Olef

Der Vergleich zwischen Urft und Olef beim Zusammenfluss in Gemund zeigt, dass die Olef mit ihrem größeren mittleren Abfluss (MQ) bis dorthin zum hydrologischen Hauptstrang des Flusssystems Urft gehört, während der längere Urft-Oberlauf ein Nebenstrang davon ist.

### Zuflüsse
| Die Zuflüsse der Urft ab 5 km Länge                               | Die Zuflüsse der Urft ab 5 km Länge | Die Zuflüsse der Urft ab 5 km Länge | Die Zuflüsse der Urft ab 5 km Länge | Die Zuflüsse der Urft ab 5 km Länge |
| ----------------------------------------------------------------- | ----------------------------------- | ----------------------------------- | ----------------------------------- | ----------------------------------- |
| Quelle                                                            |                                     |                                     |                                     |                                     |
| Dänenbach                                                         | Dänenbach                           |                                     | 5,7 km                              | 5,7 km                              |
| Genfbach                                                          | Genfbach                            |                                     | 9,6 km                              | 9,6 km                              |
| Gillesbach                                                        | Gillesbach                          |                                     | 6,6 km                              | 6,6 km                              |
| Kuttenbach                                                        | Kuttenbach                          |                                     | 5,3 km                              | 5,3 km                              |
| Kallbach                                                          | Kallbach                            |                                     | 7,2 km                              | 7,2 km                              |
| Olef                                                              | Olef                                |                                     | 28,1 km                             | 28,1 km                             |
| Mündung – dunkelblau: linke Zuflüsse, hellblau: rechte Zuflüsse – |                                     |                                     |                                     |                                     |

Zuflüsse von der Quelle bis zur Mündung
In die Tabelle aufgenommen wurden nur die Zuflüsse, bei denen die Gewässerkennzahl (GKZ) oder der Namen bekannt ist
| Zuflüsse der Urft | Zuflüsse der Urft          | Zuflüsse der Urft | Zuflüsse der Urft | Zuflüsse der Urft | Zuflüsse der Urft | Zuflüsse der Urft | Zuflüsse der Urft   | Zuflüsse der Urft                     |
| GKZ               | Name                       | Länge (km)        | EZG (km²)         | MQ (m³/s)         | Richtung          | Mündung (bei km)  | Mündung (bei Ort)   | Bemerkung                             |
| ----------------- | -------------------------- | ----------------- | ----------------- | ----------------- | ----------------- | ----------------- | ------------------- | ------------------------------------- |
| 2822112           | N.N.                       | 1,7               | 1,139             | 0,02              | links             | 43,8              |                     |                                       |
| 2822114           | N.N.                       | 2,5               | 1,767             | 0,03              | links             | 43,6              |                     |                                       |
| 2822116           | N.N.                       | 1,9               | 1,202             | 0,02              | rechts            | 43,7              |                     |                                       |
|                   | Hermessiefen               | 0,4               |                   |                   | links             | 42,7              | Schmidtheim         |                                       |
|                   | Nonnenbach                 | 0,7               |                   |                   | links             | 41,4              | Schmidtheim         |                                       |
| 282212            | Dänenbach                  | 5,7               | 4,784             | 0,06              | links             | 40,1              | Schmidtheim         |                                       |
| 2822132           | Zehnbach                   | 1,3               | 2,598             | 0,03              | rechts            | 39,5              |                     |                                       |
| 282214            | Wisselbach                 | 3,5               | 2,314             | 0,03              | links             | 38,3              | Blankenheim-Wald    |                                       |
| 2822152           | Schäferbach                | 1,7               | 1,713             | 0,02              | rechts            | 37,8              | Blankenheim-Wald    |                                       |
| 2822154           | Scheidsiefen               | 0,9               | 0,823             | 0,01              | rechts            | 37,1              |                     |                                       |
| 2822156           | Treisbach                  | 2,8               | 1,783             | 0,02              | links             | 36,2              |                     |                                       |
| 282216            | Haubach                    | 3,4               | 7,057             | 0,07              | rechts            | 35,2              |                     |                                       |
| 2822172           | Laufbach                   | 2,2               | 1,619             | 0,02              | links             | 34,9              |                     |                                       |
| 2822174           | Lützertseifen              | 1,5               | 0,555             | 0,01              | rechts            | 34,5              |                     |                                       |
|                   | Greuer Siefen              | 0,5               |                   |                   | links             | 34,3              |                     |                                       |
| 2822176           | Gelensiefen                | 1,4               | 0,858             | 0,01              | links             | 33,3              |                     |                                       |
| 2822178           | Wellenbach                 | 2,5               | 2,371             | 0,02              | rechts            | 31,7              |                     |                                       |
| 282218            | Schleifbach                | 3,9               | 3,961             | 0,04              | links             | 30,8              | Nettersheim         |                                       |
| 28222             | Genfbach                   | 9,6               | 20,102            | 0,19              | rechts            | 29,4              | Nettersheim         |                                       |
| 28224             | Gillesbach                 | 6,6               | 15,644            | 0,19              | links             | 23,2              | Urft                |                                       |
| 282252            | Kuttenbach                 | 5,3               | 4,488             | 0,06              | links             | 22,3              | Urft                |                                       |
| 28226             | Kallbach                   | 7,2               | 15,007            | 0,19              | links             | 18,4              | Kall                |                                       |
| 282272            | (Bach An den Fuchslöchern) | 1,7               | 0,960             | 0,01              | rechts            | 16,8              | Kall                |                                       |
| 2822732           | Fahrenbach                 | 2,8               | 2,039             | 0,02              | links             | 16,7              | Kall                |                                       |
| 28227392          | Dränkensief                | 1,6               | 1,195             | 0,01              | links             | 16,2              | Kall-Anstois        |                                       |
| 282274            | (Bach an der Mastermühle)  | 1,4               | 1,785             | 0,02              | rechts            | 16,2              | Anstois-Mastermühle |                                       |
| 282276            | (Bach Im Rödchen)          | 1,4               | 0,665             | 0,01              | links             | 15,2              |                     |                                       |
|                   | Mittelbach                 | 0,4               |                   |                   | rechts            | 13,5              | Gemünd              |                                       |
| 282278            | Mühlenbach                 | 1,3               |                   |                   | links             | 13,1              |                     |                                       |
| 2822792           | Seelbach                   | 0,9               | 0,940             | 0,01              | rechts            | 13,1              | Gemünd              |                                       |
|                   | Sprengelbach               | 0,4               |                   |                   | rechts            | 12,5              | Gemünd              |                                       |
| 28228             | Olef                       | 28,1              | 196,073           | 3,37              | links             | 11,7              | Gemünd              |                                       |
| 2822918           | Braubach                   | 3,5               | 2,573             | 0,03              | links             | 11,3              | Gemünd              |                                       |
| 2822914           | Großer Scheuerbach         | 1,1               | 1,382             | 0,01              | rechts            | 11,1              | Gemünd              |                                       |
| 2822912           | Lompig                     | 1,1               | 0,589             | 0,01              | rechts            | 10,5              | Gemünd              |                                       |
| 2822992           | Horrenbach                 | 1,8               | 1,100             |                   | links             | 9,4               | Gemünd              |                                       |
| 28229936          | Laßbach                    | 2,3               | 2,175             | 0,03              | links             | 8,2               |                     |                                       |
| 2822994           | Großer Böttenbach          | 3,0               | 2,440             | 0,02              | rechts            | 7,1               |                     | mündet in den Urftstausee-Ostteil     |
| 28229952          | Morsbach                   | 2,3               | 2,062             | 0,03              | links             | 6,3               |                     | mündet in den Urftstausee-Ostteil     |
| 2822996           | Lorbach                    | 3,0               | 2,816             | 0,03              | rechts            | 4,9               |                     | mündet in den Urftstausee-Mittelteil  |
| 28229972          | Amselbach                  | 2,1               | 1,346             | 0,01              | rechts            | 4,8               |                     | mündet in den Urftstausee-Mittelteil  |
| 28229974          | Hohenbach                  | 1,6               | 1,708             | 0,02              | rechts            | 2,8               |                     | mündet in den Urftstausee-Mittelteil  |
| 2822998           | (Bach vom Walberhof)       | 2,5               | 2,722             | 0,03              | links             | 2,3               |                     | mündet in den Stausee-Mittelteil      |
| 28229992          | Haftenbach                 | 0,6               | 0,599             | 0,01              | links             | 0,9               |                     | mündet in den Urftstausee-Westteil    |
| 2821922           | Walbigbach                 | 2,2               | 1,376             | 0,02              | links             |                   |                     | mündet in die Alte Urft (GKZ: 282192) |
| 2821924           | Friedenbach                | 1,1               | 0,763             | 0,01              | rechts            |                   |                     | mündet in die Alte Urft               |

Zuflüsse der Urft
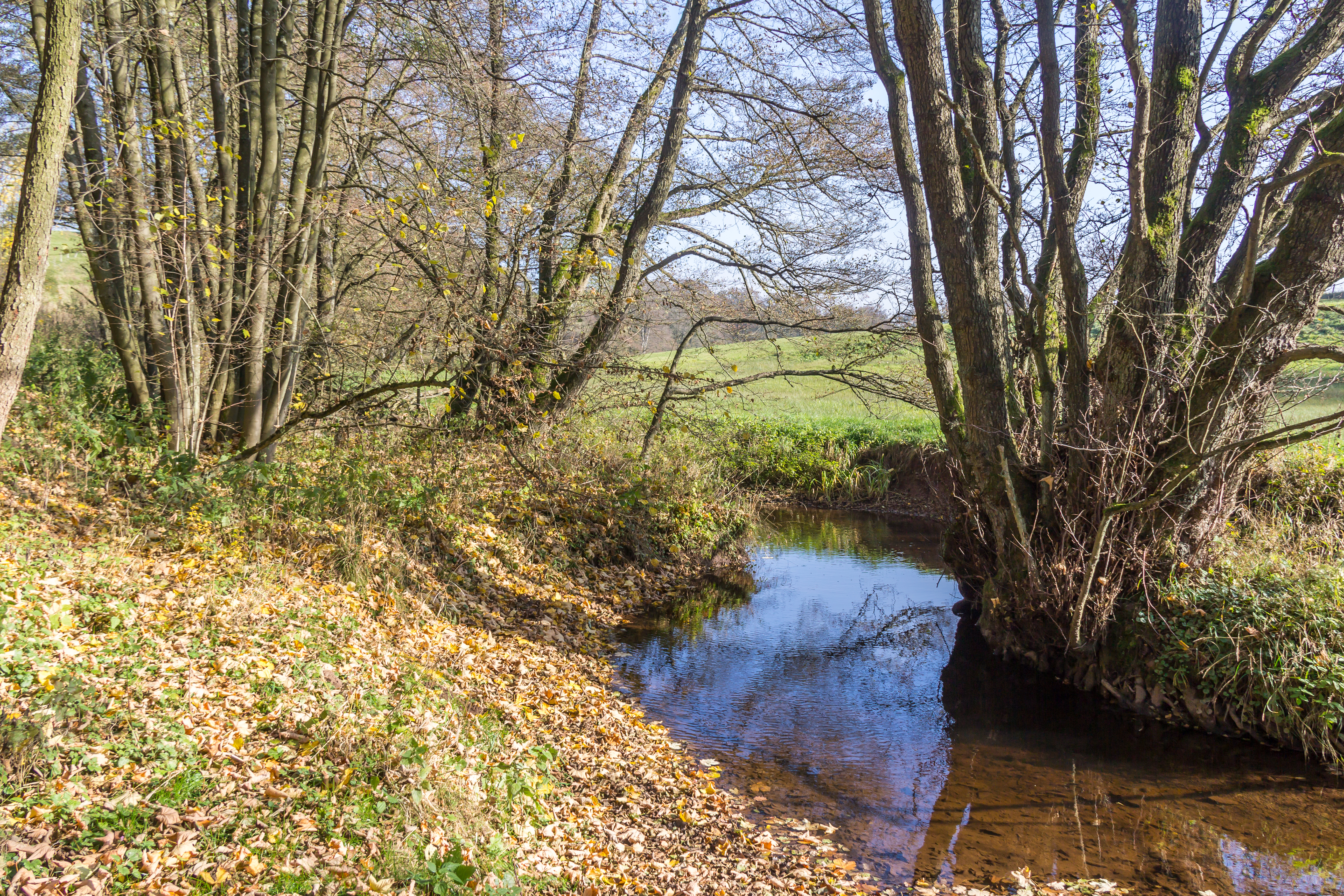
Der Genfbach
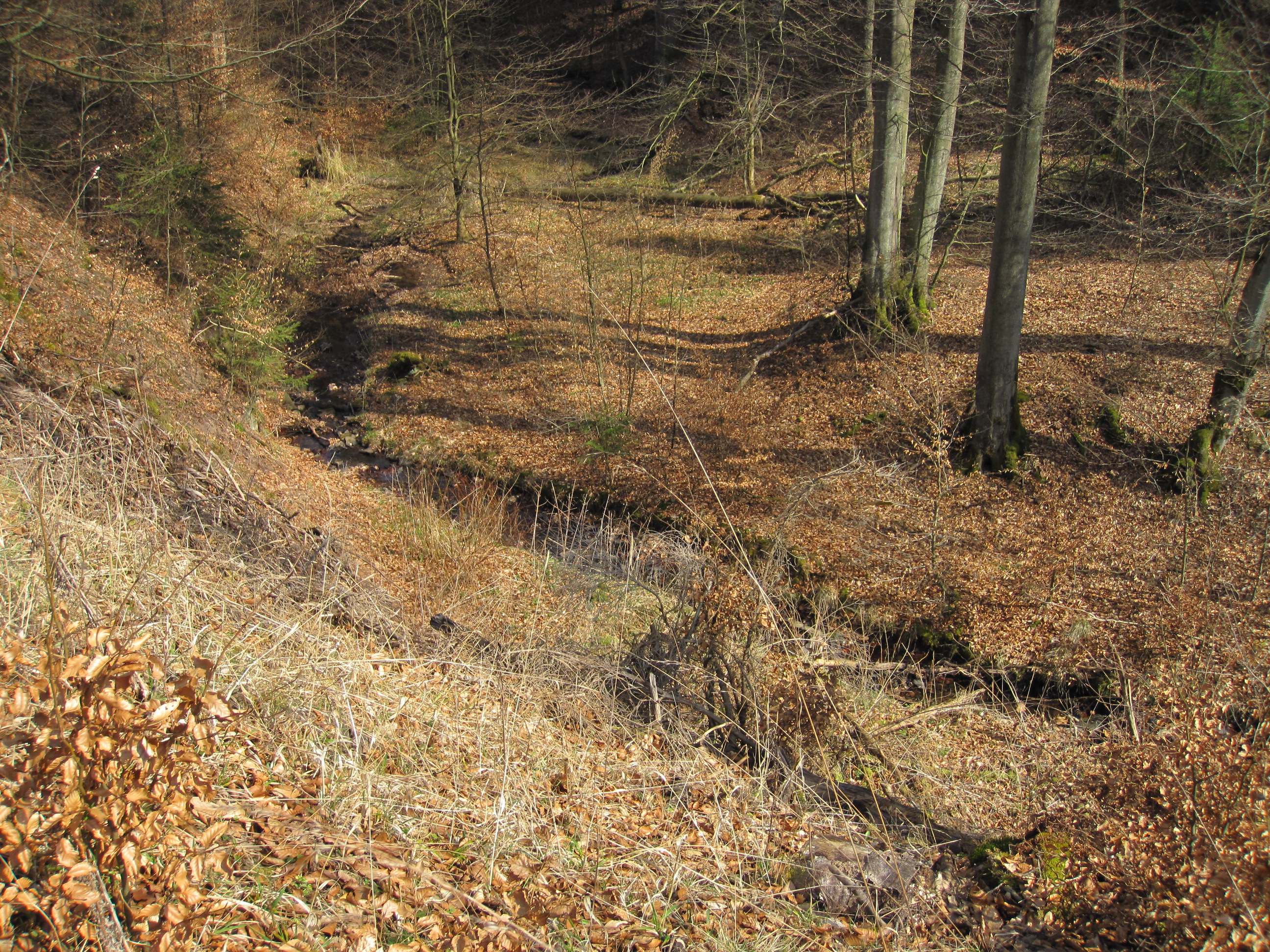
Der Gillesbach
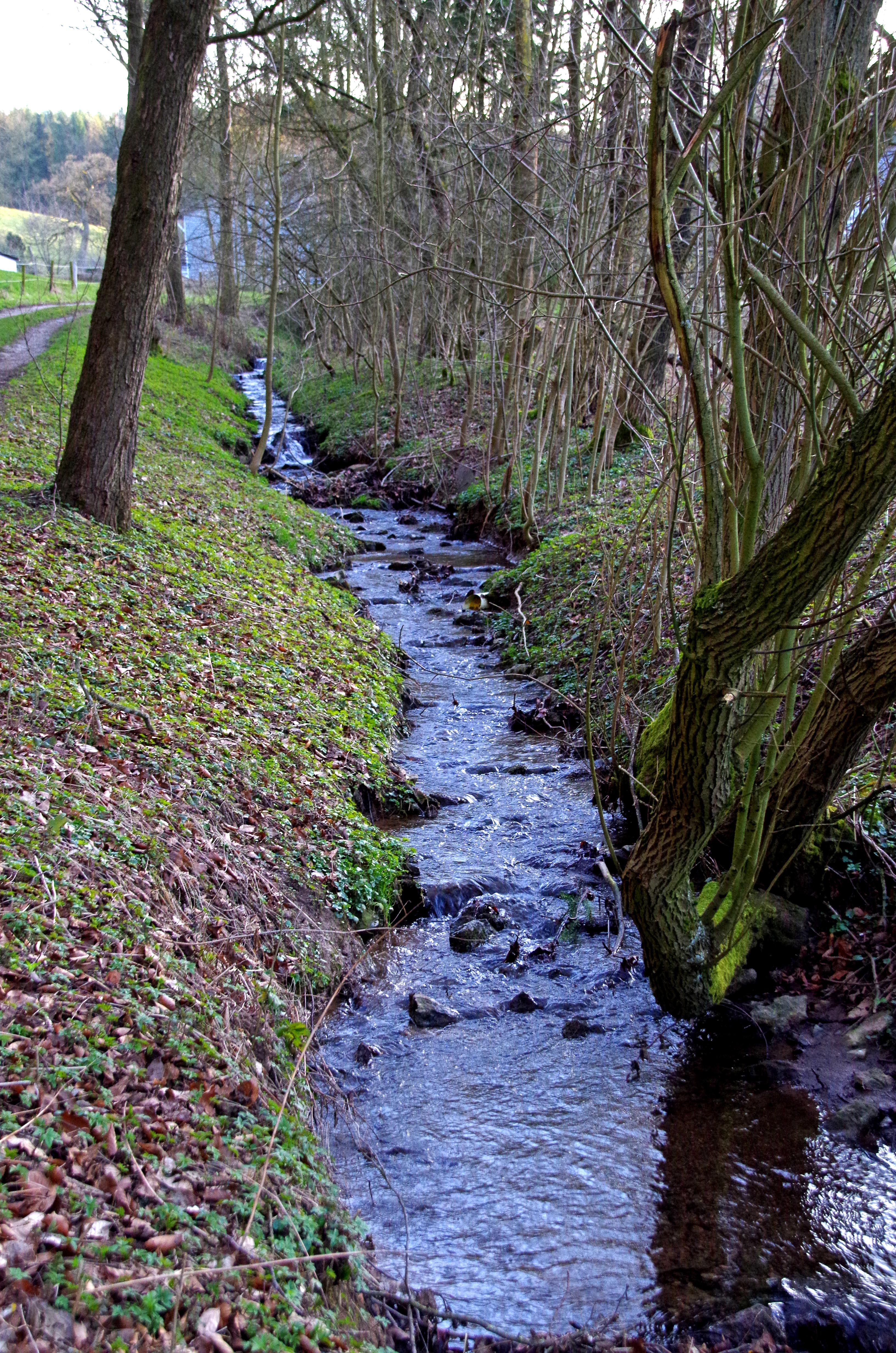
Der Kutten- bach
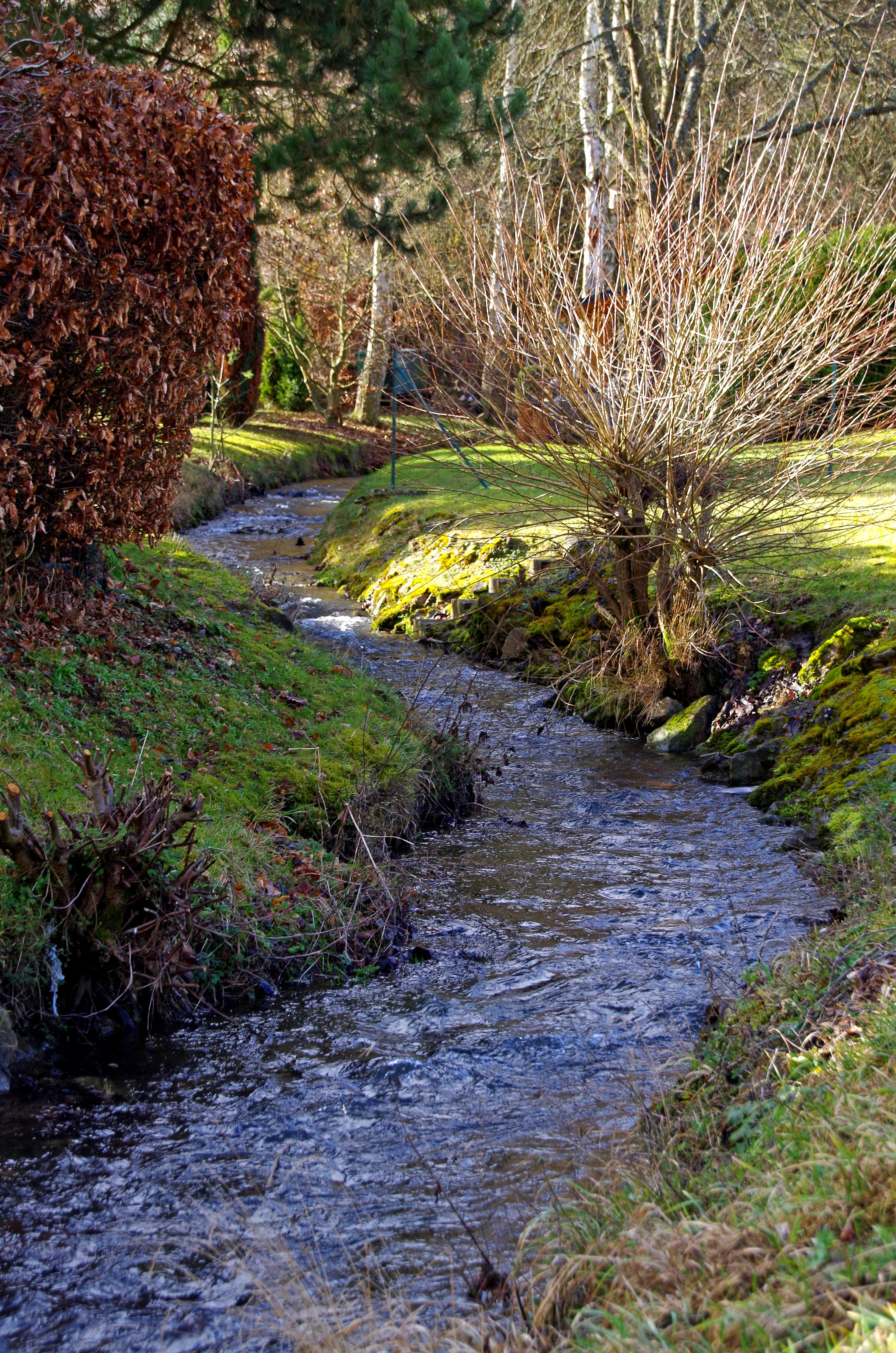
Der Kallbach
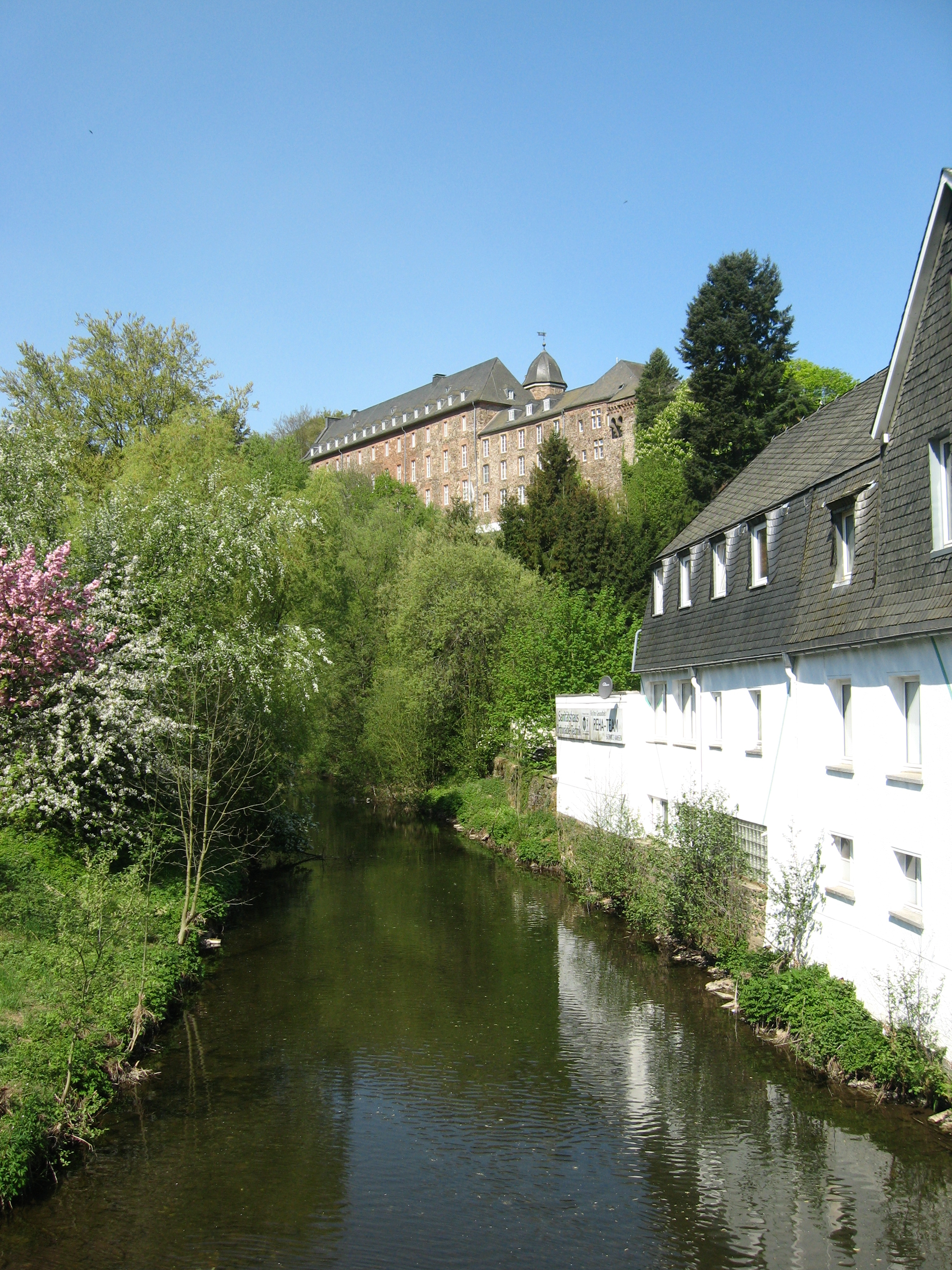
Die Olef
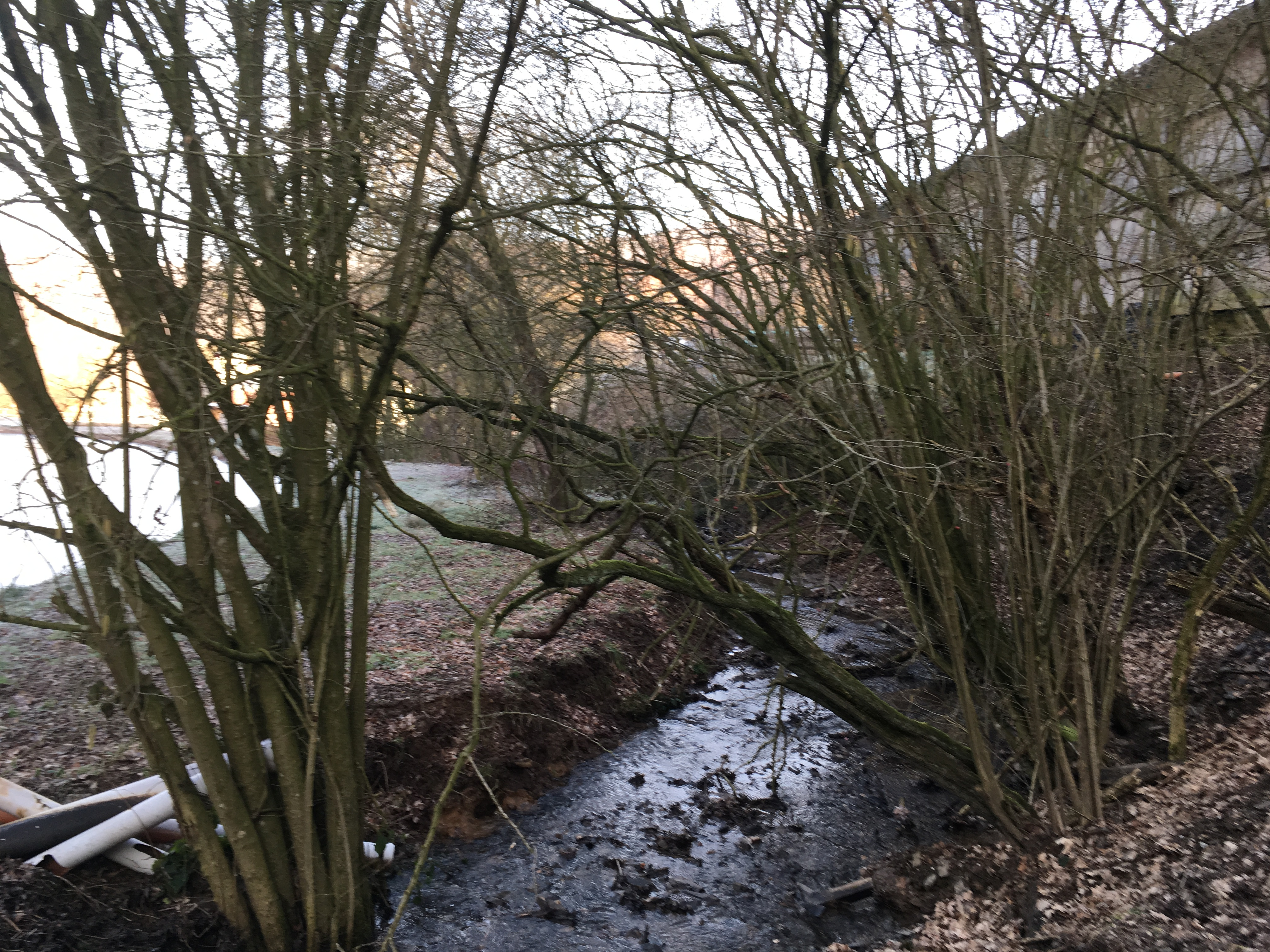
Der Horrenbach
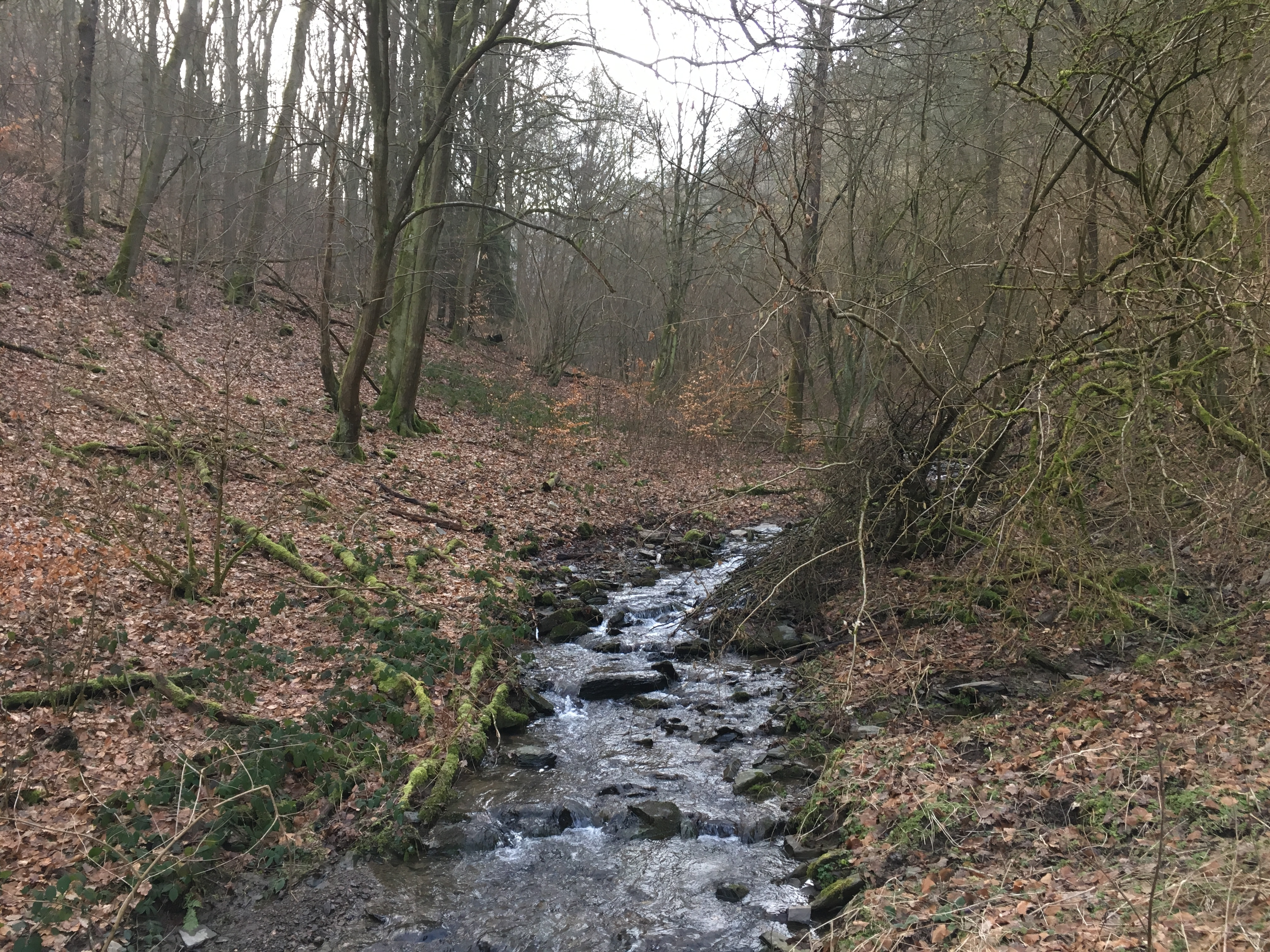
Der Laßbach

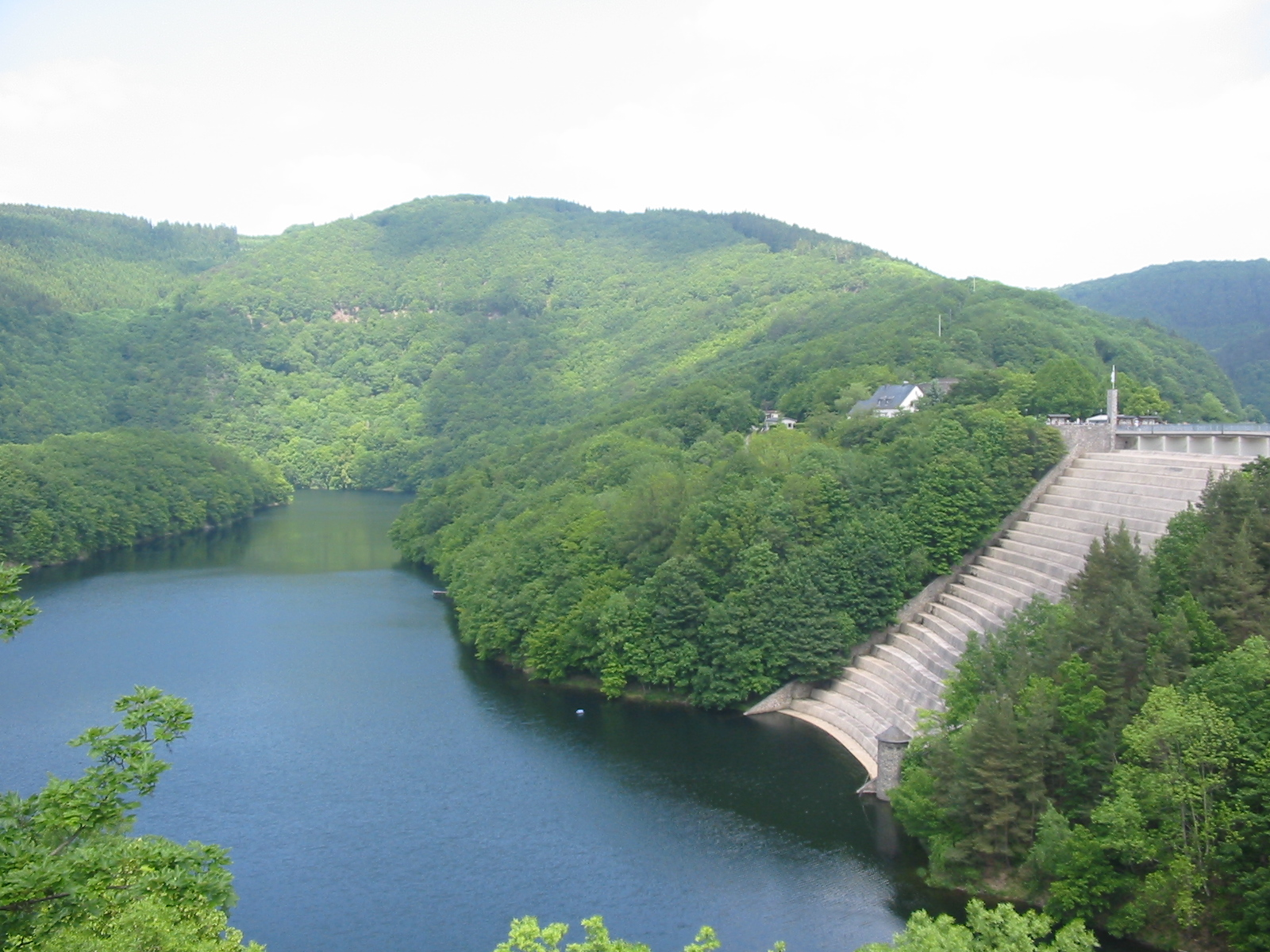
Überlauf der Urftstaumauer (rechts) mit Obersee (Vorsperre der Rurtalsperre)
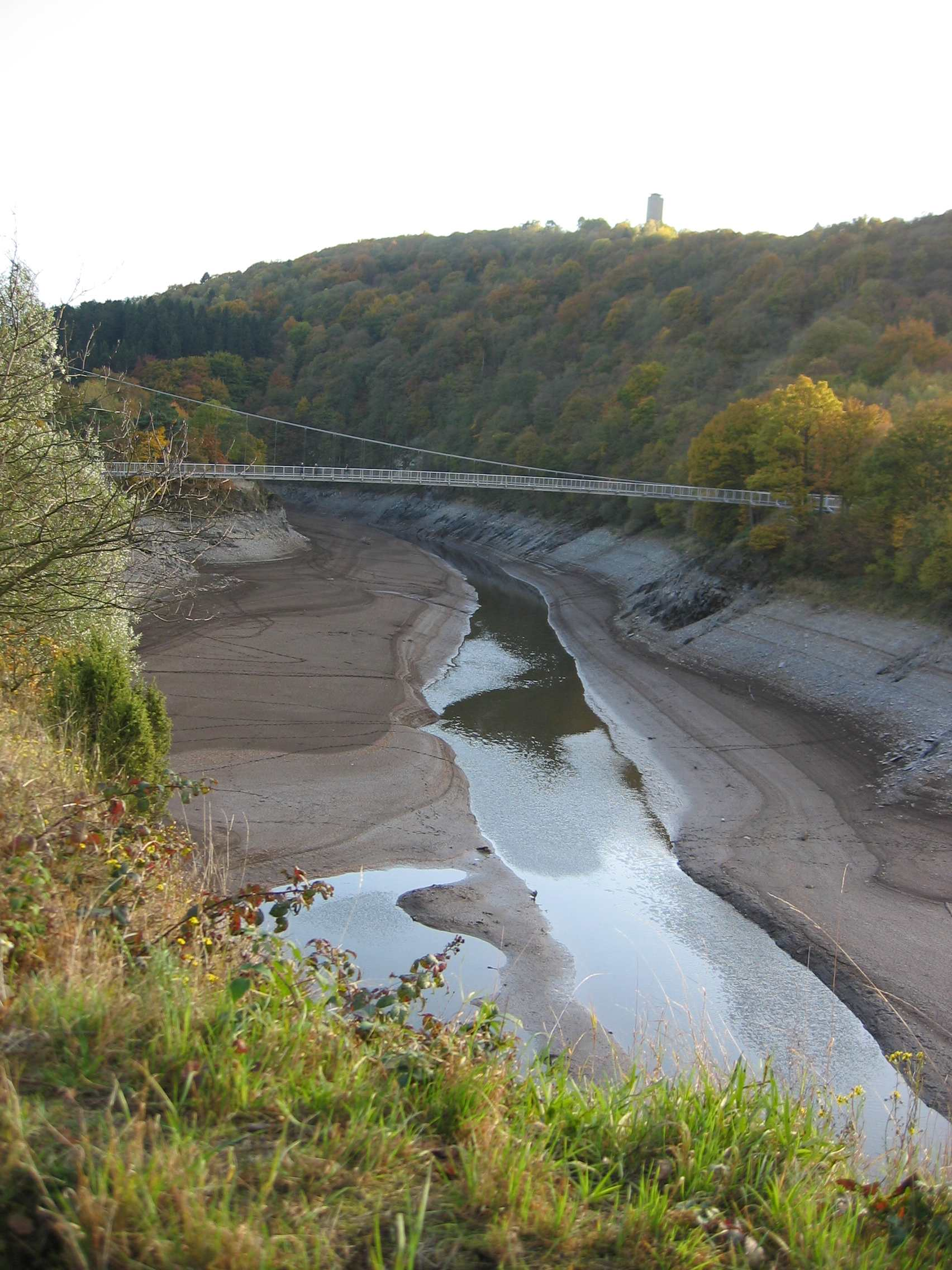
Der Urftstausee bei Niedrigwasser mit Victor-Neels-Brücke
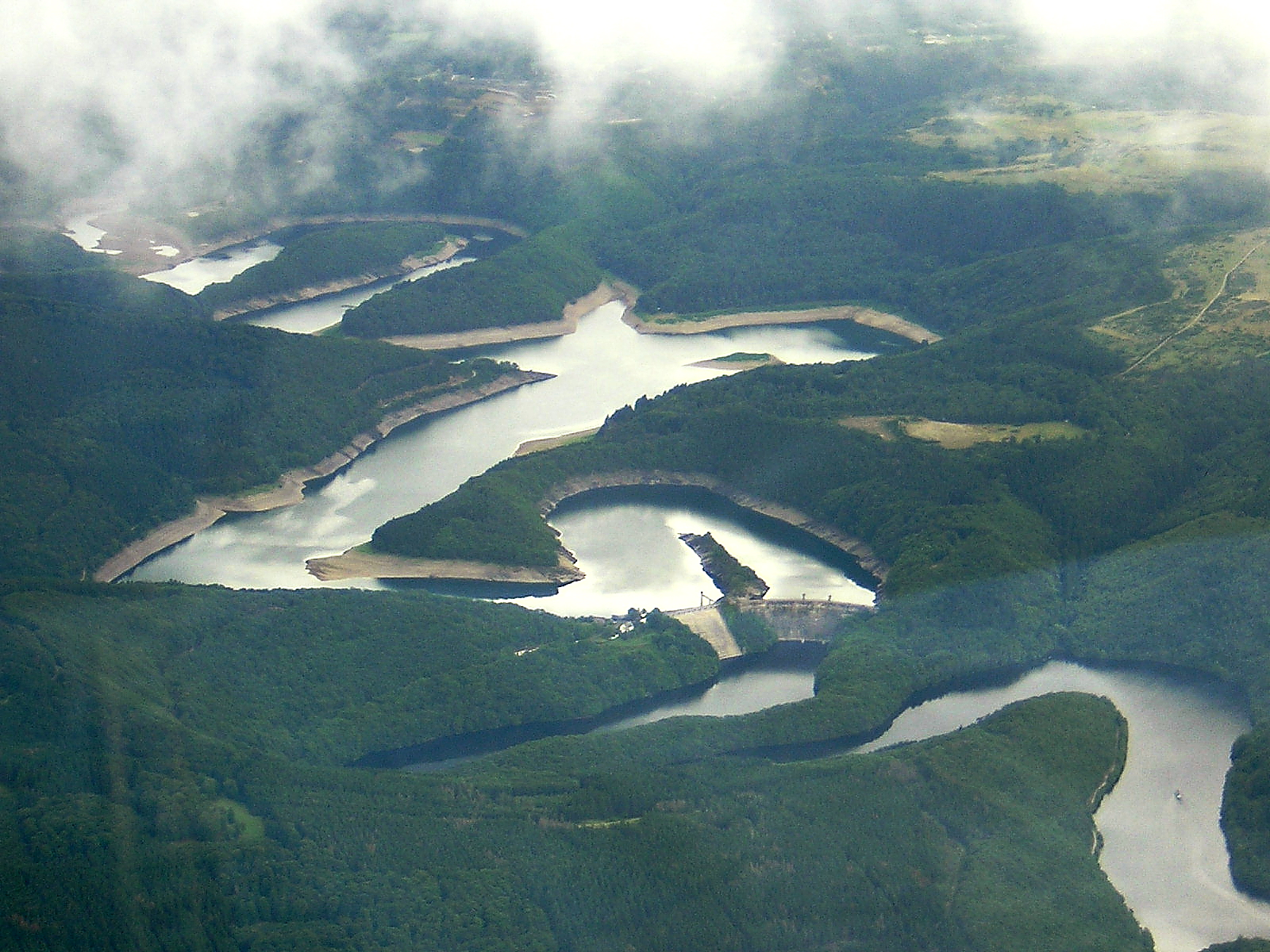
Urftstausee mit direkt unterhalb davon befindlichem Obersee der Rurtalsperre

### Urftstausee
Durch die 58,5 m hohe  und 226 m lange Urfttalsperre (Staumauer) wird die Urft zum 2,16 km² großen Urftstausee (Urftsee) aufgestaut.
Neben der Wasserstandsregulierung der etwas unterhalb an der Urfttalsperre gestauten Rur dienen Urfttalsperre und Urftstausee dem Hochwasserschutz, der Niedrigwasseraufhöhung und hauptsächlich der Stromerzeugung, der Abfluss der gestauten Urft über den Kermeterstollen zum Kraftwerk Heimbach in die Rur ist die Regel.